# Margaretha Krook
Margaretha Krook (Estocolmo, 15 de outubro de 1925 - Estocolmo, 17 de maio de 2001) foi uma atriz sueca.